# PZL P.11

PZL P.11c

PZL P.11 este un avion de vînătoare polonez folosit în al II-lea război mondial. A fost realizat de PZL Varșovia de o echipă compusă din: Zygmunt Puławski și Wsiewołod Jakimiuk.
În România a fost fabricat PZL P.11b și PZL P.11f sub licenta la IAR.

## Caracteristici
- Echipaj: 1
- Lungime: 7,55 m
- Anvergură: 10,719 m
- Înălțime: 2,85 m
- Greutate proprie: 1147 kg
- Greutate cu încărcătură maximă: 1800 kg
- Putere motor: 1 × Bristol Mercury V.S2 9-cyl. air-cooled radial piston engine, 420 kW (560 shp) or 1x 481 kW (645 hp) Polish Skoda Works Mercury VI.S2

P.11a - 370.6 kW (497 hp) – 385.5 kW (517 hp) Polish Skoda Works Mercury IV.S2
P.11b – 391.5 kW (525 hp) Gnome-Rhône 9K Mistral sau I.A.R. 9K Mistral
P.11f – 443.7 kW (595 hp) I.A.R. 9K Mistral
P.11g – 626.37 kW (840 hp) P.Z.L. Mercury VIII

### Performanțe
- Viteză maximă: 390 km/h la altitudinea de 5000 m
- Viteză de croazieră: 100 km/h
- Rază de acțiune: 700 km
- Altitudine maximă: 11000 m
- Viteză ascensională:

5.000 m în 6 minute
7.000 m în 13 minute
- Raport putere/masă: 0.279 kW/kg

### Armament
P.11a,b,c - 2 x 7.92 mm (0.312 in) KM Wz 33 or KM Wz 37 machine guns with 500rpg.
P.11c - optionally an extra 2 × 7.92 mm (0.312 in) KM Wz 33 machine guns with 300rpg.
P.11f - 4 x 7.92 mm (0.312 in) FN Browning machine guns.
P.11g - 4 x 7.92 mm (0.312 in) KM Wz 36 machine guns.

## Utilizatori
Bulgaria
 Letonia
 Polonia
 Portugalia
 România
 Ungaria
 Uniunea Sovietică

## Galerie Foto

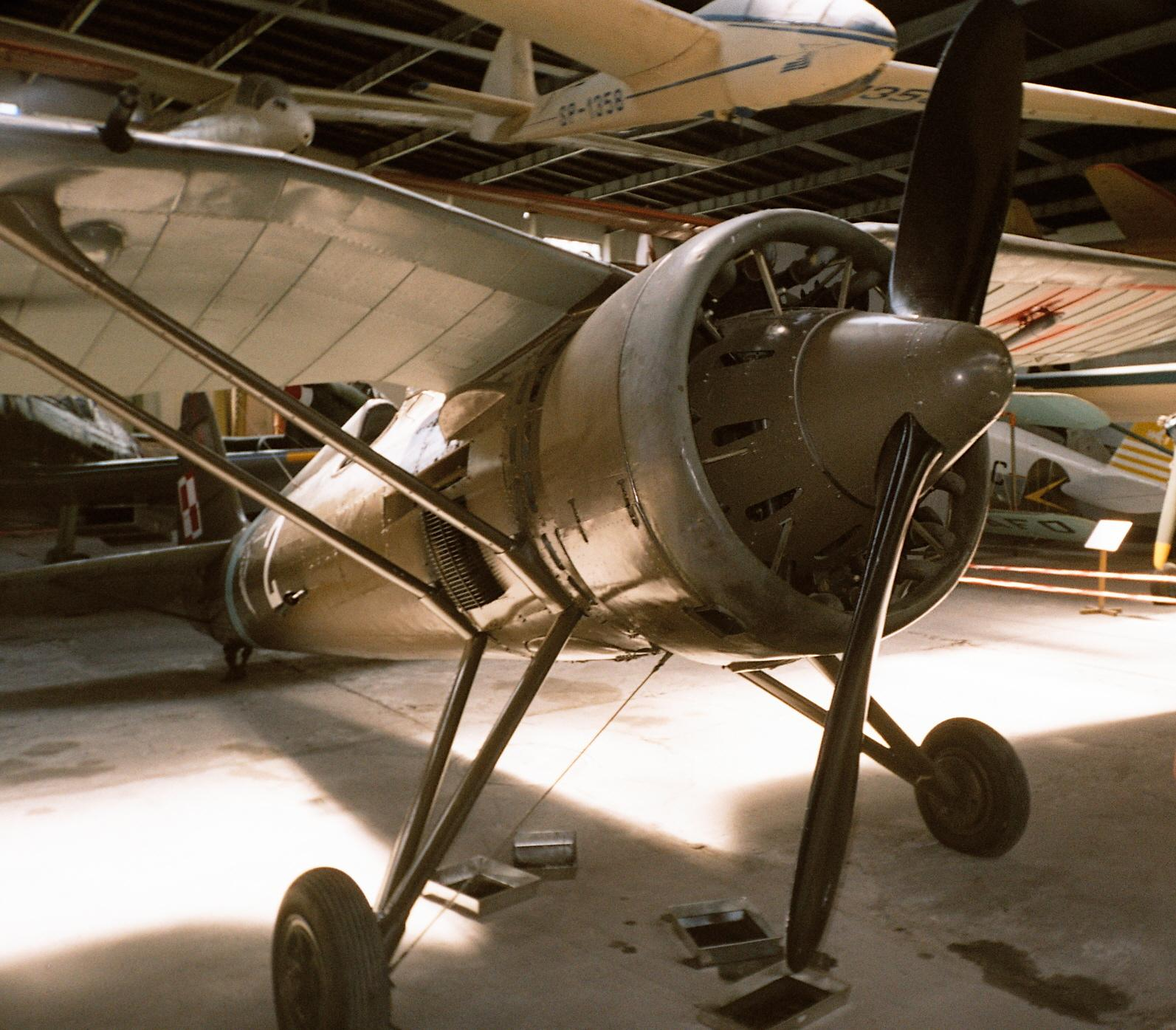
P.11c în Muzeul Aviației Poloneze.
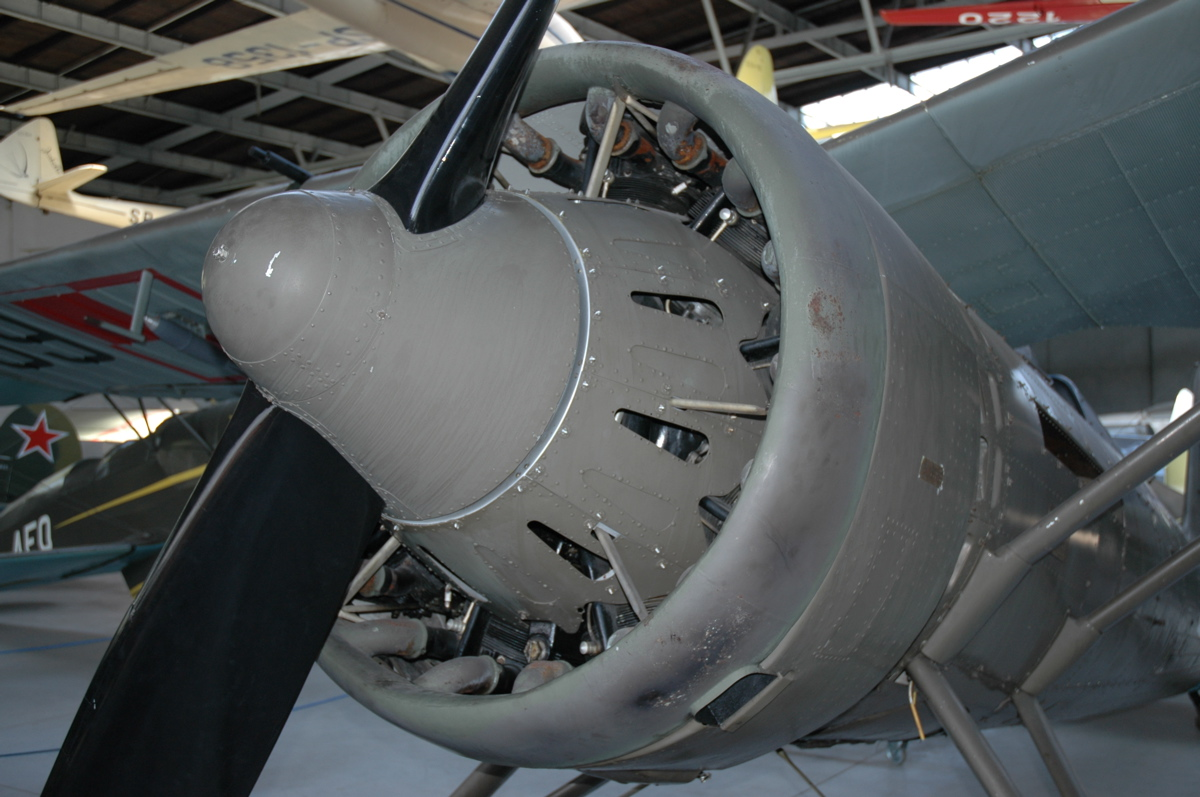
P.11c în Muzeul Aviației Poloneze.
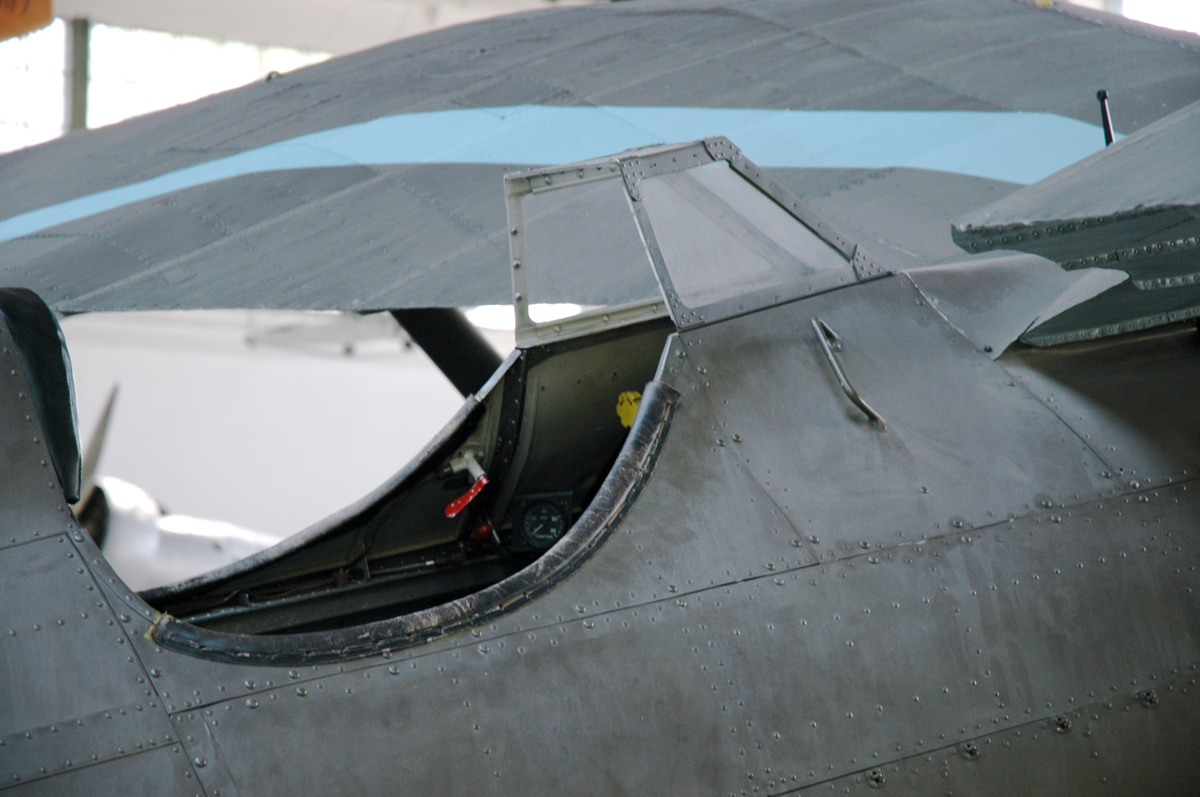
Carlinga unui P.11c din Muzeul Aviației Poloneze.
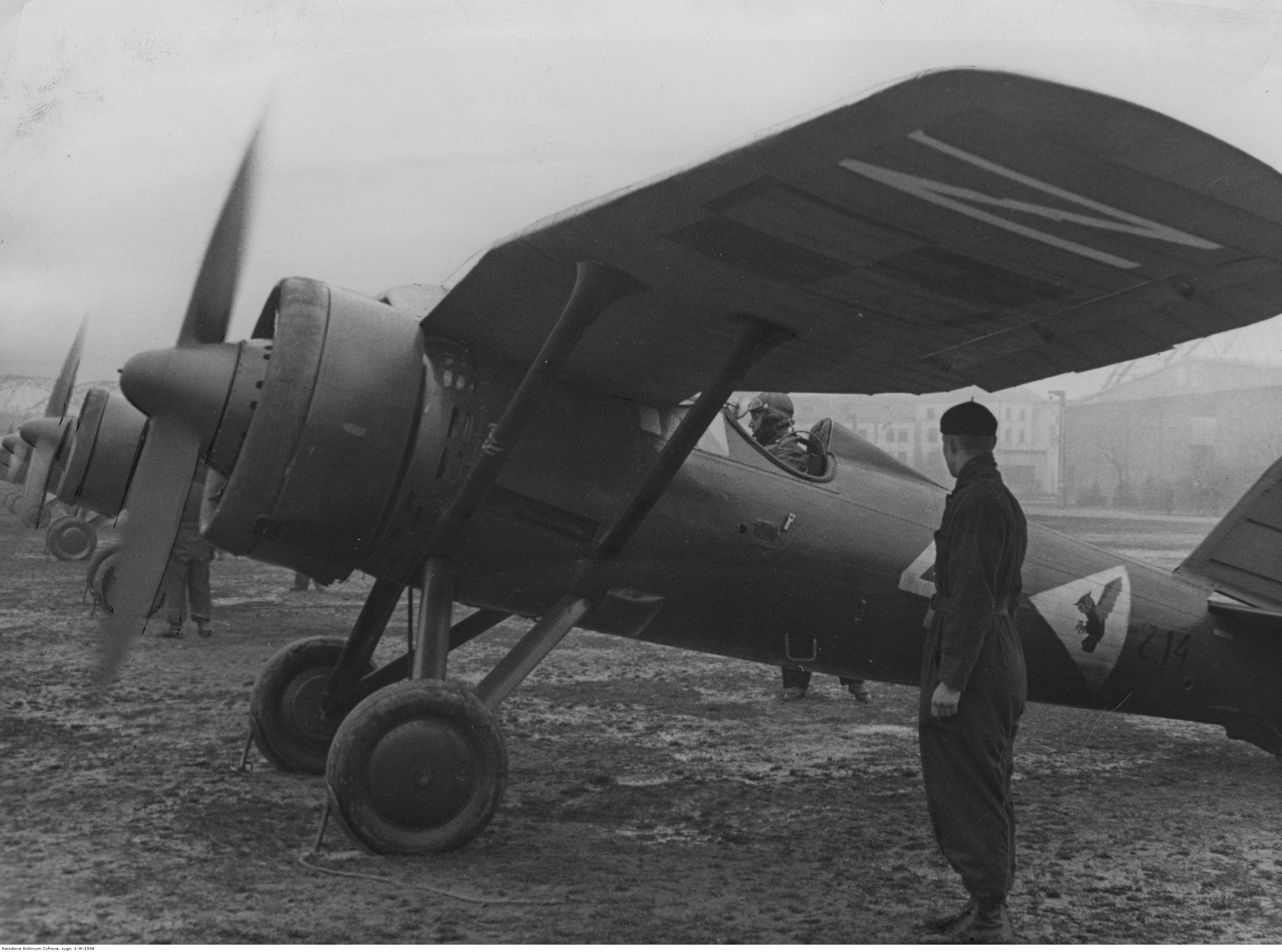
PZL P.11a.
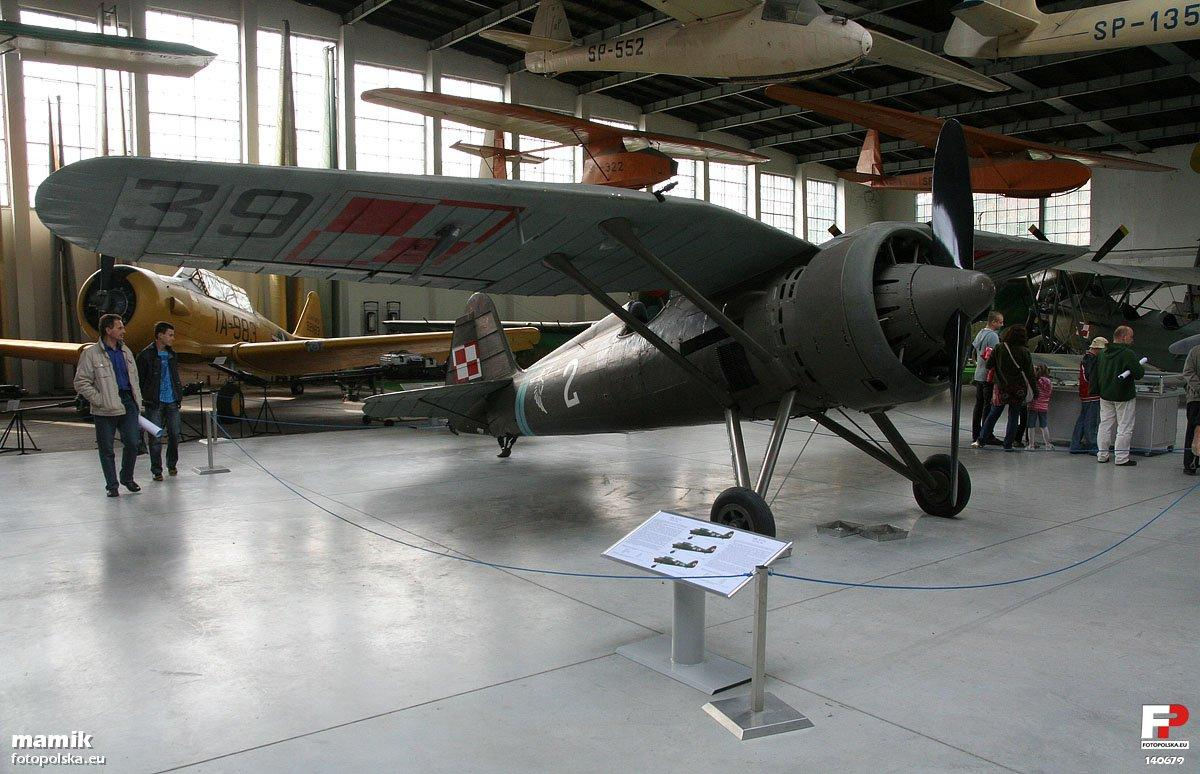
P.11c în Muzeul Aviației Poloneze.
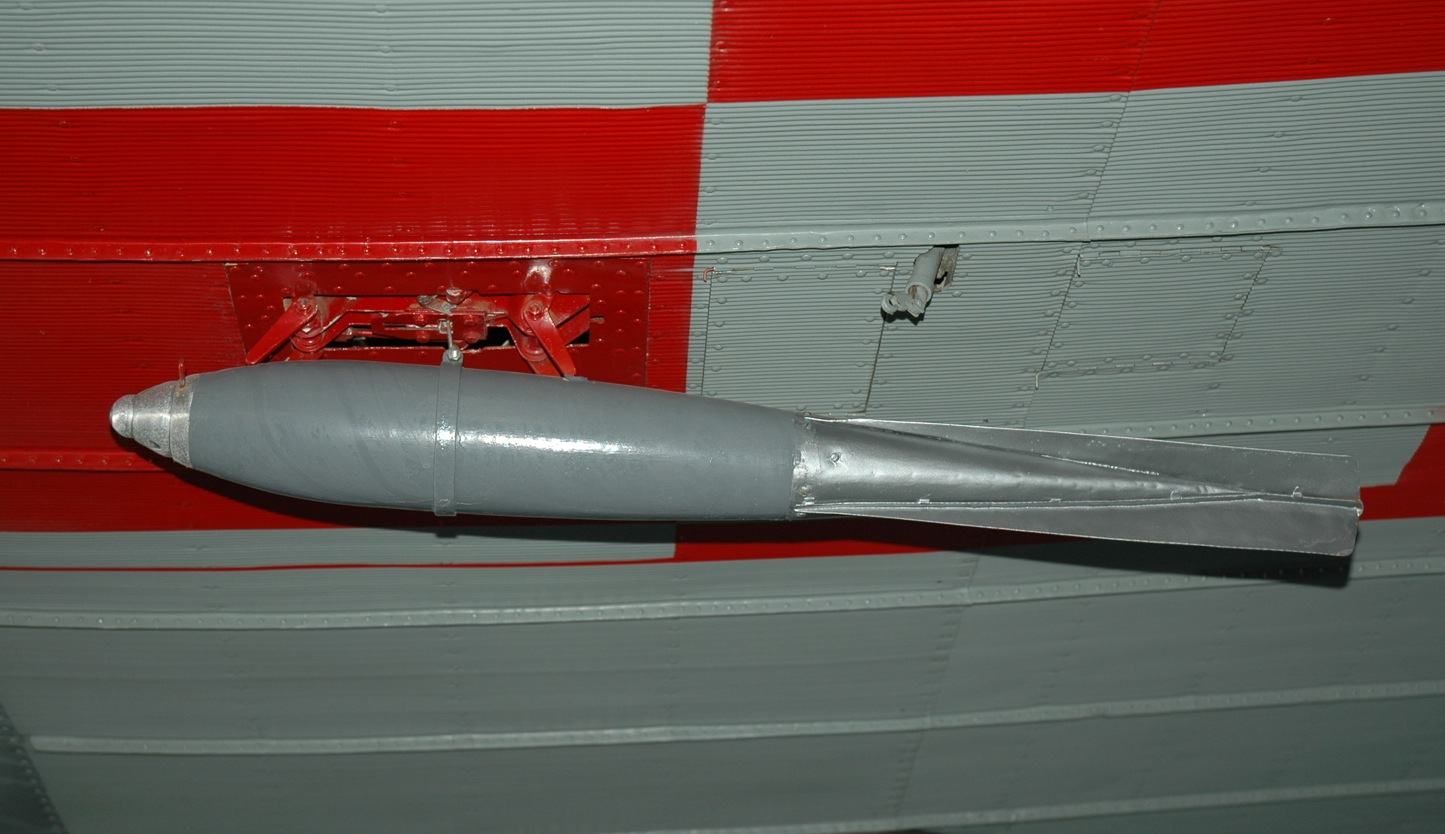
Replica unei bombe atașate de o aripă a P.11c.